# Gatchina
Gatchina é uma cidade no oblast (província) de Leningrado no noroeste da Rússia e situa-se a 45 quilômetros a sudoeste de São Petesburgo.
A população é de 92.556 pessoas.

## História
A primeira menção a Khotchino data de 1499 quando pertencia a República da Novogárdia.
No século XVII foi parte da Livônia e a Suécia .
Após 1721 foi devolvido à Rússia,e na década de 1720 pertencia à irmã de Pedro, o Grande, Natália.
A cidade esteve em reforma entre 1776 e 1772,foi de um palácio de verão ao local favorito de Catarina II.O palácio foi projetado pelo arquiteto italiano Antonio Rinaldi; tinha 600 cômodos, teatros e obras de arte. 
O palácio passou para Paulo I, filho de Catarina, que transformou o palácio em um quartel e em uma fortaleza.
O palácio foi gravemente ferido durante a Segunda Guerra Mundial, porém atualmente foi reconstruído e é um museu.
A cidade moderna é um entroncamento ferroviário, com construção de máquinas, metalurgia e indústrias.

## Ligações Externas
1. https://www.britannica.com/place/Gatchina
2. https://all-populations.com/en/ru/population-of-gatchina.html